# Boża Wola (przystanek kolejowy)
Boża Wola – przystanek kolejowy w Bożej Woli, w województwie mazowieckim, w Polsce. Według klasyfikacji PKP ma kategorię dworca aglomeracyjnego. Jest on położony na linii kolejowej nr 3, będącej fragmentem międzynarodowej magistrali kolejowej E 20. Obsługą przystanku zajmują się Koleje Mazowieckie, zatrzymują się tu pociągi osobowe z kierunku Warszawy i Łowicza. Znajdują się tu 2 perony, biletomat. Przystanek został gruntownie zmodernizowany na początku lat dziewięćdziesiątych, wraz z modernizacją magistrali E 20.

## Ruch pasażerski[1]
| Rok  | Wymiana pasażerska na dobę |
| ---- | -------------------------- |
| 2017 | 700-999                    |
| 2018 | 700-999                    |
| 2019 | 1000-1500                  |
| 2020 | 700-999                    |
| 2021 | 700-999                    |
| 2022 | 1000-1500                  |
| 2023 | 1000-1500                  |